# العلاقات السورينامية الكيريباتية
العلاقات السورينامية الكيريباتية هي العلاقات الثنائية التي تجمع بين سورينام وكيريباتي.

## مقارنة بين البلدين
هذه مقارنة عامة ومرجعية للدولتين:
| وجه المقارنة                                              | سورينام                        | كيريباتي                        |
| --------------------------------------------------------- | ------------------------------ | ------------------------------- |
| المساحة (كم2)                                             | 163.27 ألف                     | 811                             |
| عدد السكان (نسمة)                                         | 563.40 ألف                     | 116.40 ألف                      |
| الكثافة السكانية (ن./كم²)                                 | 3.45                           | 14.35 ألف                       |
| العاصمة                                                   | باراماريبو                     | جنوب تاراوا                     |
| اللغة الرسمية                                             | اللغة الهولندية                | لغة إنجليزية، اللغة الكيريباتية |
| العملة                                                    | دولار سورينامي، غيلدر سورينامي | دولار كريباتي، دولار أسترالي    |
| الناتج المحلي الإجمالي (بليون دولار)                      | 3.32 مليار                     | 196.15 مليون                    |
| الناتج المحلي الإجمالي (تعادل القوة الشرائية) بليون دولار | 9.07 مليار                     | 224.26 مليون                    |
| الناتج المحلي الإجمالي الاسمي للفرد دولار أمريكي          | 9.48 ألف                       | 1.42 ألف                        |
| الناتج المحلي الإجمالي للفرد دولار أمريكي                 | 16.64 ألف                      | 1.81 ألف                        |
| مؤشر التنمية البشرية                                      | 0.714                          | 0.590                           |
| رمز المكالمات الدولي                                      | +597                           | +686                            |
| رمز الإنترنت                                              | .sr                            | .ki                             |
| المنطقة الزمنية                                           | 00                             |                                 |

## منظمات دولية مشتركة
يشترك البلدان في عضوية مجموعة من المنظمات الدولية، منها:
| علم المنظمة | اسم المنظمة                                 | تاريخ انضمام سورينام | تاريخ انضمام كيريباتي |
| ----------- | ------------------------------------------- | -------------------- | --------------------- |
|             | يونسكو                                      | 16 يوليو 1976        | 24 أكتوبر 1989        |
|             | مجموعة دول أفريقيا والكاريبي والمحيط الهادئ | ?                    | ?                     |
|             | الأمم المتحدة                               | 4 ديسمبر 1975        | 14 سبتمبر 1999        |
|             | الاتحاد البريدي العالمي                     | ?                    | ?                     |
|             | البنك الدولي للإنشاء والتعمير               | 27 يونيو 1978        | 29 سبتمبر 1986        |
|             | الاتحاد الدولي للاتصالات                    | 15 يوليو 1976        | 3 نوفمبر 1986         |
|             | منظمة حظر الأسلحة الكيميائية                | ?                    | ?                     |
|             | مؤسسة التمويل الدولية                       | 1 سبتمبر 2011        | 2 أكتوبر 1986         |
|             | تحالف الدول الجزرية الصغيرة                 | ?                    | ?                     |

## وصلات خارجية
- موقع وزارة الخارجية السورينامية